# De Leeuw (Oldehove)
De Leeuw is een koren- en pelmolen in het dorp Oldehove in de provincie Groningen.
De molen werd in 1855 gebouwd en is tot op de dag van vandaag, zij het met enkele onderbrekingen, professioneel in gebruik geweest. De molen werd een aantal malen gerestaureerd. Bij de laatste restauratie in de jaren negentig van de twintigste eeuw is de gehele kap vervangen. De molen is voorzien van vier wieksystemen, te weten de stroomlijnsystemen Dekker en Van Bussel en daarnaast Ten Have-kleppen en zelfzwichting. De molen is als zodanig uniek in Nederland. De molen wordt door de vierde generatie van het molenaarsgeslacht Reitsema bemand en in het tegen de molen aangebouwde pakhuis is een molenwinkel met producten die door de molen zijn gemalen. De winkel is elke vrijdag- en zaterdagmiddag geopend.
De Leeuw staat aan de noordkant van het dorp en is de hoogste molen in het dorp. De andere molen van Oldehove is de Aeolus.